# Barbara R. Holland
Pour les articles homonymes, voir Holland.
Ne pas confondre avec l'écrivaine américaine Barbara Holland (en) (1933–2010).
Barbara Ruth Holland (née en 1976) est une mathématicienne australienne née en Nouvelle-Zélande. Elle est professeure de mathématiques et membre du groupe de phylogénétique théorique à la School of Mathematics & Physics de l'université de Tasmanie. Elle est spécialiste des méthodes de reconstruction des arbres phylogénétiques à partir des données de séquences d'ADN et de protéines. 

## Biographie
Barbara Holland obtient son doctorat en 2001 à l'université Massey, avec une thèse intitulée Evolutionary analyses of large data sets: Trees and beyond», dirigée par Michael Donald Hendy et David Penny. Elle est chercheuse postdoctorale à l'université de la Ruhr à Bochum en Allemagne, puis elle enseigne à l'université Massey en Nouvelle-Zélande, de 2002 à 2010, en tant que boursière postdoctorale (2002-2005) puis en tant que chercheuse (2005-2010). Elle est chargée de cours en mathématiques à partir de 2007 et est maître de conférences de 2008 à 2010. Elle rejoint l'université de Tasmanie en Australie en 2010, et bénéficie d'une bourse de décernée par l'Australian Research Council. Elle devient professeure à la School of Mathematics & Physics, où elle enseigne les statistiques, la recherche opérationnelle et la phylogénétique et elle  est membre du groupe de phylogénétique théorique de l'université,.
Elle est rédactrice en chef de la revue scientifique Molecular Biology and Evolution[réf. nécessaire].

## Activités scientifiques
Elle a des intérêts de recherche en phylogénétique, en biologie mathématique, en génétique des populations et en épidémiologie. Son principal domaine d'intérêt est l'estimation des arbres évolutifs et elle travaille à développer des outils qui peuvent évaluer dans quelle mesure un modèle donné décrit une séquence de données. Holland utilise ses connaissances pour aider les biologistes à traduire les problèmes non résolus de leur domaine en langage mathématique.  
Barbara Holland est co-organisatrice de « Phylomania » de 2010 à 2014. Cette conférence vise à rassembler des chercheurs phylogénétiques intéressés par la théorie pour relever certains des principaux défis dans le domaine et développer davantage la branche des mathématiques axée sur les méthodes phylogénétiques computationnelles. En 2010, elle est également l'organisatrice en chef de la réunion de Nouvelle-Zélande sur la phylogénétique dans le village de Whakapapa, du 9 au 14 février.  
Elle est chercheuse associée dans plusieurs programmes scientifiques, en 2004 et 2005, dans des projets de Marsden, «Understanding Prokaryotes and Eukaryotes» et «La phylogénie des plantes à l'échelle du génome et le défi de l'évolution des séquences spécifiques à la lignée», au projet Bridge to Employment de la Foundation for Research, Science and Technology (FoRST) et le Hamilton Award,. En 2006, Holland est co-chercheuse sur un autre projet financé par Marsden, « Candida albicans: Survival without sex ?». Elle a reçu en 2006 la médaille de recherche en début de carrière de l'université Massey. Elle siège au conseil de la Society of Systematic Biologists de 2013 à 2016.